# Muscle long extenseur du pouce
Le muscle long extenseur du pouce est un muscle de l'avant-bras. Il se situe dans la partie profonde de la loge postérieure de l'avant bras.

## Origine
Le muscle long extenseur du pouce a pour origine la face postérieure de l'ulna et de la membrane interosseuse.

## Terminaison
Le muscle long extenseur du pouce se termine à l'extrémité proximale de la phalange distale du pouce.

## Innervation
Le muscle long extenseur du pouce est innervé par le nerf du muscle long extenseur du pouce issu du rameau profond du nerf radial.

## Fonction
Le muscle long extenseur du pouce est extenseur du pouce et de son articulation carpo-métacarpienne.

## Galerie

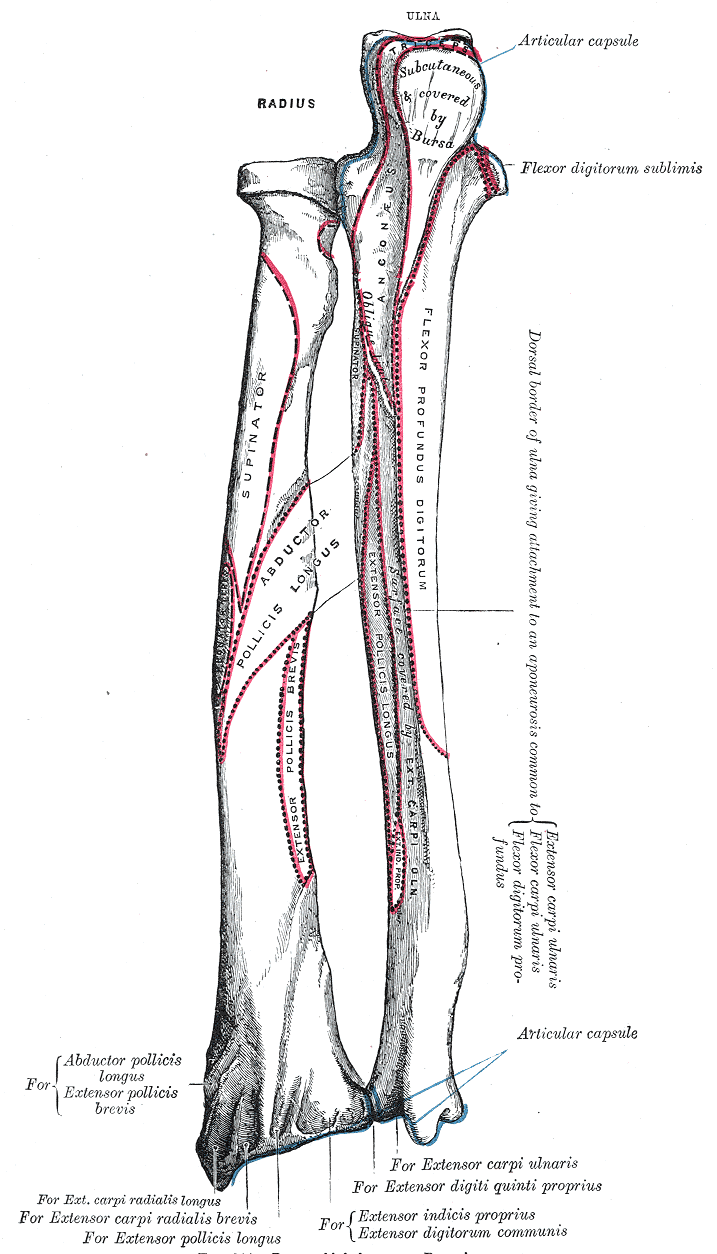
Origine ulnaire et radiale du muscle long extenseur du pouce (Extensor pollicis longus).
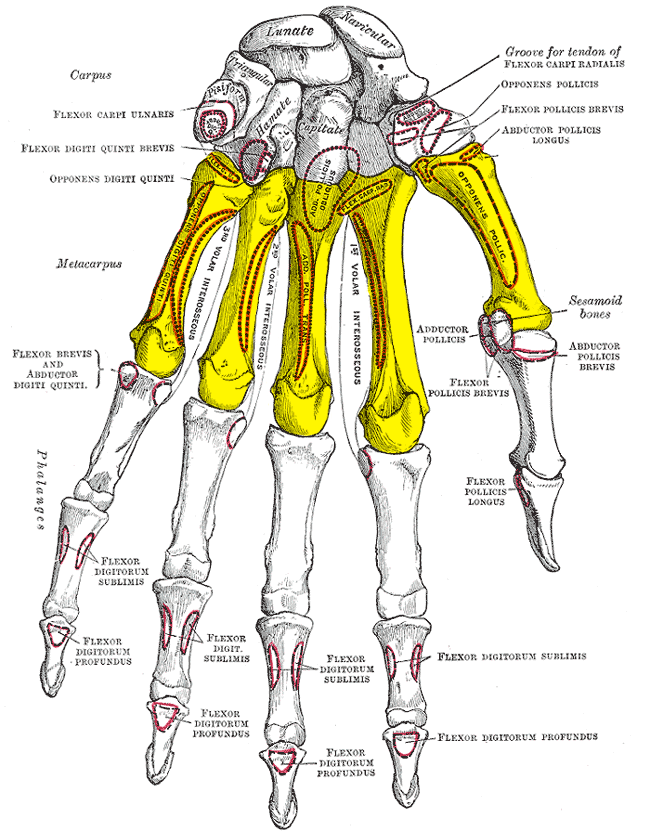
Insertion sur la phalange distale du pouce du muscle long extenseur  du pouce (Extensor pollicis longus).